# San Salvador (Uruguay)
Il San Salvador è un fiume dell'Uruguay. Nasce dall'omonima collina (Cuchilla de San Salvador), attraversa la città di Dolores e sfocia nel fiume Uruguay, di cui è affluente.